# Fed Cup de 2008
A Fed Cup de 2008 foi a 46ª edição do mais importante torneio entre países do tênis feminino.

## Grupo Mundial
Oito equipes disputaram o título em três fases eliminatórias.
|  |                                  |                                  |                                  |                                   |   |                             |                             |                             |  |  |                           |                           |                           |
|  | Primeira fase 2 e 3 de fevereiro | Primeira fase 2 e 3 de fevereiro | Primeira fase 2 e 3 de fevereiro |                                   |   | Semifinais 26 e 27 de abril | Semifinais 26 e 27 de abril | Semifinais 26 e 27 de abril |  |  | Final 13 e 14 de setembro | Final 13 e 14 de setembro | Final 13 e 14 de setembro |
|  | Primeira fase 2 e 3 de fevereiro | Primeira fase 2 e 3 de fevereiro | Primeira fase 2 e 3 de fevereiro |                                   |   | Semifinais 26 e 27 de abril | Semifinais 26 e 27 de abril | Semifinais 26 e 27 de abril |  |  | Final 13 e 14 de setembro | Final 13 e 14 de setembro | Final 13 e 14 de setembro |
|  | Ramat Hasharon, Israel – duro    |                                  |                                  |                                   |   |                             |                             |                             |  |  |                           |                           |                           |
|  |                                  |                                  |                                  |                                   |   |                             |                             |                             |  |  |                           |                           |                           |
|  | 1                                | Rússia                           | 4                                |                                   |   |                             |                             |                             |  |  |                           |                           |                           |
|  | 1                                | Rússia                           | 4                                | Moscou, Rússia – saibro (coberto) |   |                             |                             |                             |  |  |                           |                           |                           |
|  |                                  | Israel                           | 1                                |                                   |   |                             |                             |                             |  |  |                           |                           |                           |
|  |                                  | Israel                           | 1                                |                                   | 1 | Rússia                      | 3                           |                             |  |  |                           |                           |                           |
|  | La Jolla, Estados Unidos – duro  |                                  |                                  |                                   | 1 | Rússia                      | 3                           |                             |  |  |                           |                           |                           |
|  |                                  |                                  | 4                                | Estados Unidos                    | 2 |                             |                             |                             |  |  |                           |                           |                           |
|  |                                  | Alemanha                         | 4                                | Estados Unidos                    | 2 | 1                           |                             |                             |  |  |                           |                           |                           |
|  |                                  | Alemanha                         |                                  |                                   |   | 1                           | Madri, Espanha – saibro     |                             |  |  |                           |                           |                           |
|  | 4                                | Estados Unidos                   | 4                                |                                   |   |                             |                             |                             |  |  |                           |                           |                           |
|  | 4                                | Estados Unidos                   | 4                                |                                   |   | 1                           | Rússia                      | 4                           |  |  |                           |                           |                           |
|  | Pequim, China – duro (coberto)   |                                  |                                  |                                   |   | 1                           | Rússia                      | 4                           |  |  |                           |                           |                           |
|  |                                  |                                  |                                  | Espanha                           | 0 |                             |                             |                             |  |  |                           |                           |                           |
|  | 3                                | França                           | 2                                | Espanha                           | 0 |                             |                             |                             |  |  |                           |                           |                           |
|  | 3                                | França                           | 2                                | Pequim, China – duro (coberto)    |   |                             |                             |                             |  |  |                           |                           |                           |
|  |                                  | China                            | 3                                |                                   |   |                             |                             |                             |  |  |                           |                           |                           |
|  |                                  | China                            | 3                                |                                   |   | China                       | 1                           |                             |  |  |                           |                           |                           |
|  | Nápoles, Itália – duro (coberto) |                                  |                                  |                                   |   | China                       | 1                           |                             |  |  |                           |                           |                           |
|  |                                  |                                  |                                  | Espanha                           | 4 |                             |                             |                             |  |  |                           |                           |                           |
|  |                                  | Espanha                          | 3                                | Espanha                           | 4 |                             |                             |                             |  |  |                           |                           |                           |
|  |                                  | Espanha                          | 3                                |                                   |   |                             |                             |                             |  |  |                           |                           |                           |
|  | 2                                | Itália                           | 2                                |                                   |   |                             |                             |                             |  |  |                           |                           |                           |
|  | 2                                | Itália                           | 2                                |                                   |   |                             |                             |                             |  |  |                           |                           |                           |